# Pierre Joseph Pycke
Pierre Joseph Pycke (Gent, 7 september 1771 - Antwerpen, 2 maart 1820) was een burgemeester en provinciegouverneur in het begin van de 19e eeuw.
Hij was de zoon van Pieter Frans Willem Pycke en van Isabella Louisa Carolina Ameye. Pieter Pycke (1721-1779), heer van Ideghem en Tendriessche, was licentiaat in de rechten en eerste pensionaris van Gent, vervolgens van de Staten van Vlaanderen.
Pierre Pycke studeerde rechten en werd advocaat in Gent.

## Politiek
Hij was burgemeester van Gent van 1808 tot 1811. In 1810 werd hij opgenomen in de empireadel, met de titel van ridder, naar aanleiding van het bezoek van keizer Napoleon en zijn nieuwe bruid Marie-Louise.
Van 1811 tot 1814 was hij prefect van het Franse departement Monden van de Schelde (Middelburg).
Van 1815 tot 1817 was hij lid van de Tweede Kamer der Staten-Generaal voor de provincie Oost-Vlaanderen en daarna gouverneur van de provincie Antwerpen tot aan zijn dood in 1820.
In 1816 werd hij benoemd in de ridderschap van Oost-Vlaanderen met bevestiging van erfelijke adel. In 1817 werd hij bevorderd tot baron, overdraagbare titel bij eerstgeboorte.

## Familie
Pycke was in 1796 gehuwd met barones Marie Josephine de Keerle (1777-1843). Ze kregen drie zoons, maar die hadden geen verdere nakomelingen. Pycke was eigenaar van het kasteel Stuivenberge in Bellem.
De kleinzoon van zijn broer François Joseph, Victor Pycke de Peteghem (1835-1875), kocht het landgoed en kasteel van Poeke in 1872. De familie leverde er de burgemeester tot 1955.
De volledige familie Pycke (Pycke, Pycke de ten Aerden, Pycke de Peteghem) is in 1978 uitgedoofd.
In Antwerpen is er een Pyckestraat die aan Pierre Pycke herinnert.